# Ernst Bansi
Ernst Bansi (* 3. Januar 1858 in Bielefeld; † 25. Oktober 1940 in Quedlinburg) war ein deutscher Kommunalbeamter und Bürgermeister der Stadt Quedlinburg.

## Leben
Bansi wurde als Sohn des Versicherungsdirektors Gustav Bansi geboren und legte 1876 sein Abitur ab. Er studierte Rechtswissenschaften und Nationalökonomie in Bonn und Berlin. Während seines Studiums wurde er 1876 Mitglied der Burschenschaft Alemannia Bonn. Er war auch musisch begabt und spielte Zweite Violine in einem Orchester. Nachdem er 1879 in Köln sein erstes Staatsexamen bestanden hatte, wurde er als Referendar am Amtsgericht Bielefeld tätig.
1880 trat er als Einjährig-Freiwilliger in das 2. Bataillon des 55. Infanterie-Regiments Bielefeld ein.
Im Jahr 1883 heiratete er. Im gleichen Jahr wurde auch sein erster Sohn geboren. Weitere Referendartätigkeiten absolvierte er bei einem am Oberlandesgericht Hamm tätigen Rechtsanwalt. Danach war er erneut am Amtsgericht eingesetzt. 1885 bestand er dann sein Großes Staatsexamen im Justizministerium in Berlin und war als Assessor tätig.
Er entschloss sich im Bereich der Kommunalverwaltung tätig zu werden. 1886 wurde er zum Zweiten Bürgermeister in Bielefeld gewählt, wo er das Städtische Armenwesen leitete und das Elberfelder System einführte. In dieser Funktion lernte er den bekannten im Sozialwesen engagierten Pfarrer Friedrich von Bodelschwingh kennen. Zum Zuständigkeitsbereich Bansis gehörte auch der Schlachthof, Volks- und Bürgerschule, Steuerangelegenheiten, Forstverwaltung und Polizei.

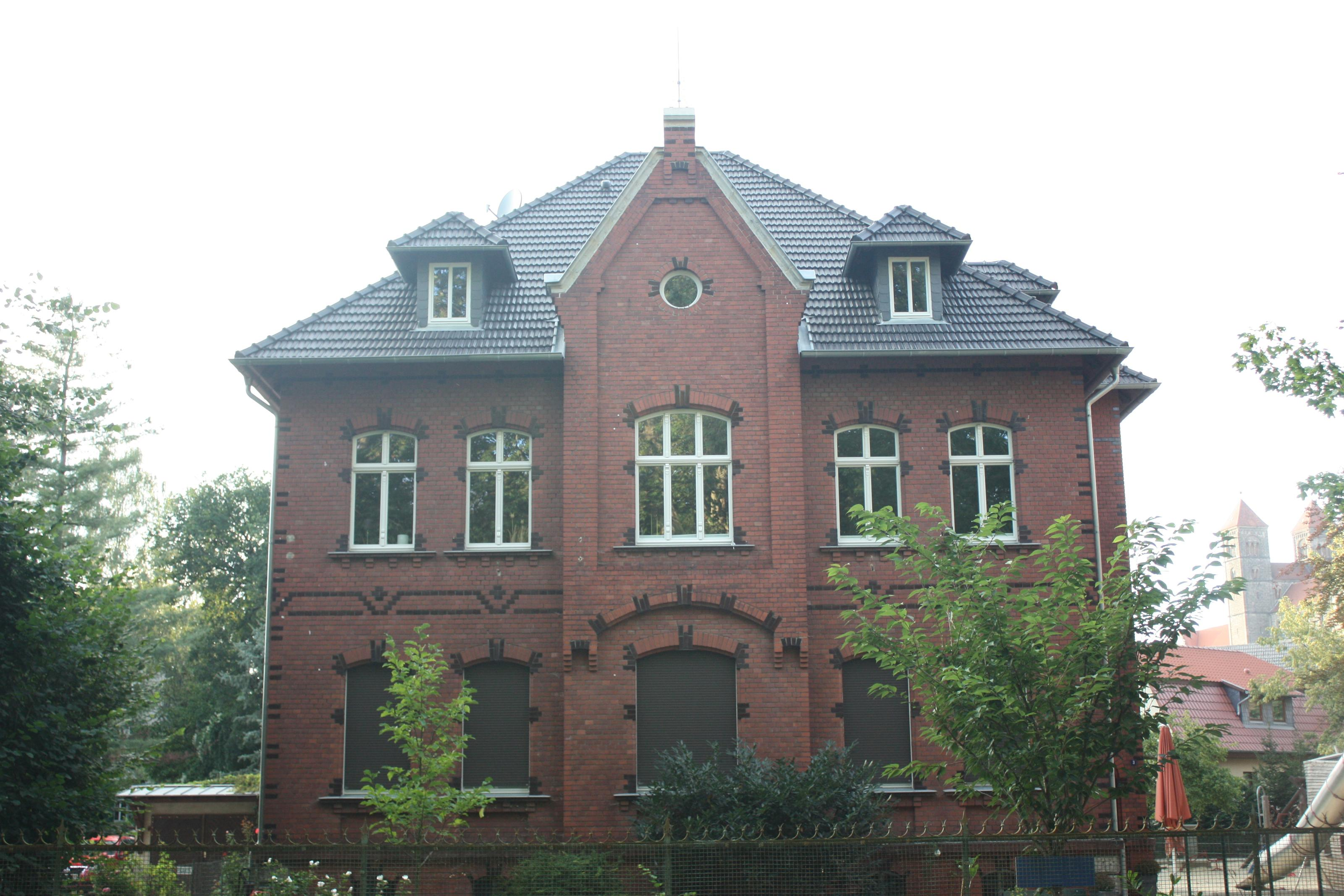
Villa Brühlstraße 3

1895 bewarb er sich um die Stelle des Ersten Bürgermeisters in Quedlinburg. Er wurde mit 20 von 30 Stimmen gewählt und am 8. Mai 1895 durch königliche Kabinettsorder in dem Amt bestätigt. Bansi war über viele Jahre als Bürgermeister in Quedlinburg tätig. 1896 wurde er Mitglied des Kreistages des Kreises Quedlinburg. Im gleichen Jahr ließ er sich eine Villa in der Brühlstraße 3 in Quedlinburg bauen.
1898 führte er den hauswirtschaftlichen Unterricht an der Quedlinburger Mädchen-Volksschule ein. Der Forstbestand der Stadt wurde im Bereich Altenburg und Steinholz vergrößert.
In den Jahren 1899 bis 1901 wurde das Rathaus der Stadt erweitert. Als besonders dringlich sah er die Anlegung einer Kanalisation in Quedlinburg an. Die Arbeiten hierzu begannen 1902. Es entstand ein Krankenhaus- und Realschulbau, das heutige GutsMuths-Gymnasium und ein neuer Zentralfriedhof. In seiner Amtszeit wurde auch mit dem Bau des Elektrizitätswerks begonnen. Es entstand eine städtische Badeanstalt mit Schwimmhalle.
Von 1899 an war Bansi Mitglied des Provinziallandtages der Provinz Sachsen. Dieses Amt hatte er bis 1931 inne. Er gehörte dem Haushaltsausschuss an.
Bansi wurde mit dem Roten Adlerorden 4. Klasse ausgezeichnet.
Ab 1900 war Bansi Oberbürgermeister Quedlinburgs. Im Jahr 1903 der Ausbau der bisherigen Realschule zur Oberrealschule. 1908 konnte die Bahnstrecke Quedlinburg-Thale-Blankenburg eingeweiht werden.
Bansi hatte sich dafür ausgesprochen, Quedlinburg stärker zu einer Regimentsstadt zu machen. 1909 wurde das 1. und 3. Bataillons sowie der Regimentsstab des Infanterie-Regiments Nr. 165 nach Quedlinburg verlegt.
Im Jahr 1911 wurde ein königlich preußisches Lehrerseminar in Quedlinburg eingeweiht, die heute nach Ernst Bansi benannte Sekundarschule Ernst Bansi. Quedlinburg erhielt den Status einer Kreisfreien Stadt. In der Amtszeit Bansis wurden auch Straßendurchbrüche durchgeführt. Darüber hinaus kam es zur Vereinigung von Hospitälern in einer neuen Stiftung.
In der Zeit nach Ende des Ersten Weltkrieges engagiert er sich als Realpolitiker und versucht in Quedlinburg schlichtend in die Krisen während des Kapp-Putsches und des Spartakusaufstandes einzugreifen.
1920 beging Bansi sein 25. Amtsjubiläum. Ihm zu Ehren wurde aus diesem Anlass die Brühlstraße in Bansistraße umbenannt.
Im Jahr 1921 wurde die ehemals von den Kürassieren als Reitplatz genutzte Fläche zum Sportplatz umgebaut. Bei seiner in diesem Jahr erfolgten Wiederwahl in den Provinziallandtag war er für die Deutsche Volkspartei angetreten.
Nachdem Bansi 1922 zum Ehrenbürger Quedlinburgs ernannt worden war, erfolgte 1924 seine Verabschiedung als Erster Bürgermeister der Stadt. Bansi war auch Vorsitzender des Verwaltungsrats der Braunkohlengrube Concordia und Mitglied des Aufsichtsrats der Halberstadt-Blankenburger Eisenbahngesellschaft.

## Werke
- Mein Leben, Quedlinburg, Schwanecke, 1934
- Erinnerungen, Quedlinburg